# Журженко Ольга Сергіївна
Ольга Сергіївна Журженко — українська продюсерка, з 2011 директор кінокомпанії УкрКіно, членкиня Української кіноакадемії, Європейської кіноакадемії та Американської гільдії продюсерів.

## Біографія
Ольга є незалежною зовнішньої експерткою Єврімаж з кіно-, аудіовізуального та культурного секторів для оцінки заявок на підтримку копродукції та надання рекомендацій щодо розподілу фінансової підтримки відповідно до відбору критеріїв та керівних принципів, визначених радою управління. 
У 2022 році Ольга взяла участь у Європейській навчальній програмі School of Film Advancement яка спрямована на зміцнення регіональної кіноіндустрії по всій Європі з акцентом на Східне партнерство, запустила свій дев’ятий випуск і відбір проектів на 2022-2023 роки. Вона також взяла участь у панелі Йельскої школи мистецтв та програмі інституту Еріха Помера SERIES WOMAN.
У тому ж році Ольга виступала ментором у програмі Full Circle Lab Philippines.
У 2022-2023 Роках Ольга брала участь у воркшопах для продюсерів Series Women та European Audiovisual Entrepreneurs (EAVE) із проектом серіалу "40 днів любові".
На даний момент Ольга продюсує українську частину виробництва анімаційної стрічки «Селяни», яку знімають у копродукції із Польщею.
Після початку повномаштабного вторгнення росії в Україну Ольга разом із сім'єю перебралася до Варшави, де активно продовжує займатися кіно та сприяти розвитку копродукції українських кінопроектів із іноземними.

## Фільмографія
- 2011 художній фільм-драма «Гамер», режисер Олег Сенцов
- 2012 художній фільм «Ваня», режисер Оксана Артеменко[14]
- 2014 комедійний мюзикл «Трубач», режисер Анатолій Матешко